# Yankuba Minteh
Yankuba Minteh Moat (Bakoteh, 22 juli 2004) is een Gambiaans voetballer die doorgaans als aanvaller speelt.

## Clubcarrière

### Odense
Minteh vertrok in de zomer van 2022 van Steve Biko FC naar Odense BK. Daarbij sloot hij aan in de jeugd van de club, maar na enkele weken sloot hij eveneens aan bij het eerste elftal. Zijn debuut voor het eerste elftal volgde op 10 september 2022 in een 2–1 overwinning tegen FC Kopenhagen. Daarbij scoorde hij drie minuten na zijn invalbeurt het winnende doelpunt. In totaal speelde Minteh zeventien wedstrijden voor Odense BK, waarin hij vier keer wist te scoren en zes keer een assist wist af te geven.

### Newcastle United
Op 12 juni 2023 werd bekend dat Minteh de overstap zou maken naar Newcastle United. De club betaalde circa zeven miljoen euro aan Odense BK. Op datzelfde moment werd direct een eenjarige verhuurperiode aan Feyenoord bekendgemaakt. Bij de Rotterdammers kreeg Minteh het vertrouwen van hoofdtrainer Arne Slot om met zijn individuele acties het verschil te maken. Hoewel hij in de eerste seizoenshelft nog wat druistig aan een actie begon, werd zijn rendement in de tweede seizoenshelft steeds beter en groeide hij uiteindelijk uit tot vaste basisspeler.

### Brighton & Hove Albion
Na de verhuurperiode van een jaar hoopte Feyenoord de periode nog te verlengen. Newcastle United koos er echter voor om Minteh voor ruim 30 miljoen pond aan competitiegenoot Brighton & Hove Albion te verkopen.

## Clubstatistieken
| Seizoen                   | Club            | Competitie      | Competitie | Competitie | Beker | Beker | Europees | Europees | Overig | Overig | Totaal | Totaal |
| Seizoen                   | Club            | Competitie      | Wed.       | Dlp.       | Wed.  | Dlp.  | Wed.     | Dlp.     | Wed.   | Dlp.   | Wed.   | Dlp.   |
| ------------------------- | --------------- | --------------- | ---------- | ---------- | ----- | ----- | -------- | -------- | ------ | ------ | ------ | ------ |
| 2022/23                   | Odense BK       | Superligaen     | 9          | 2          | 0     | 0     | –        | –        | 8      | 2      | 17     | 4      |
| 2023/24                   | → Feyenoord     | Eredivisie      | 27         | 10         | 3     | 0     | 6        | 1        | 1      | 0      | 37     | 11     |
| Carrière totaal           | Carrière totaal | Carrière totaal | 36         | 12         | 3     | 0     | 6        | 1        | 9      | 2      | 54     | 15     |
| Bijgewerkt op 26 mei 2024 |                 |                 |            |            |       |       |          |          |        |        |        |        |

## Erelijst
| KNVB beker | 1x | 2023/24 |

## Interlandcarrière
Op 4 november 2022 kreeg Minteh voor het eerst een oproep voor het nationale elftal van Gambia. Het elftal speelde die interlandperiode vriendschappelijke wedstrijden tegen Congo-Kinshasa en Liberia. 
| Interlands van Yankuba Minteh voor Gambia | Interlands van Yankuba Minteh voor Gambia | Interlands van Yankuba Minteh voor Gambia | Interlands van Yankuba Minteh voor Gambia | Interlands van Yankuba Minteh voor Gambia | Interlands van Yankuba Minteh voor Gambia | Interlands van Yankuba Minteh voor Gambia |
| №                                         | Datum                                     | Wedstrijd                                 | Uitslag                                   | Competitie                                | Goals                                     |                                           |
| Als speler bij Feyenoord                  | Als speler bij Feyenoord                  | Als speler bij Feyenoord                  | Als speler bij Feyenoord                  | Als speler bij Feyenoord                  | Als speler bij Feyenoord                  | Als speler bij Feyenoord                  |
| ----------------------------------------- | ----------------------------------------- | ----------------------------------------- | ----------------------------------------- | ----------------------------------------- | ----------------------------------------- | ----------------------------------------- |
| 1                                         | 10 september 2023                         | Gambia – Congo-Brazzaville                | 2 – 2                                     | Kwalificatie Afrika Cup 2023              | 79'                                       |                                           |
| 2                                         | 15 januari 2024                           | Senegal – Gambia                          | 3 – 0                                     | Afrika Cup 2023                           |                                           |                                           |
| 3                                         | 19 januari 2024                           | Guinee – Gambia                           | 1 – 0                                     | Afrika Cup 2023                           |                                           |                                           |
| 4                                         | 23 januari 2024                           | Gambia – Kameroen                         | 2 – 3                                     | Afrika Cup 2023                           |                                           |                                           |

Bijgewerkt op 1 april 2024.
1 Bijlow ·
2 Nieuwkoop ·
3 Beelen ·
4 Hwang ·
5 Smal ·
6 Zerrouki ·
7 Moder ·
8 Timber  ·
9 Ueda ·
10 Stengs ·
11 Hartman ·
14 Paixão ·
15 González ·
16 Bueno ·
17 Ivanušec ·
18 Trauner ·
19 Carranza ·
20 Mitchell ·
21 Andreev ·
22 Wellenreuther ·
23 Hadj Moussa ·
25 't Zand ·
26 Read ·
27 Milambo ·
28 Targhalline ·
30 Lotomba ·
31 Carrillo ·
33 Hancko ·
34 Nadje ·
38 Osman ·
39 Bossin ·
Coach: Van Persie ·
Assistent-trainer: Hake ·
Assistent-trainer: Pinas ·
Assistent-trainer: Reijnen ·
Assistent-trainer: De Wolf ·
Keeperstrainer: Nieminen